# نیک دانفی
نیک دانفی (انگلیسی: Nick Dunphy؛ زادهٔ ۳ اوت ۱۹۷۴) بازیکن فوتبال اهل بریتانیا است.
از باشگاه‌هایی که در آن بازی کرده‌است می‌توان به باشگاه فوتبال تاموورث، باشگاه فوتبال پیتربورو یونایتد، و باشگاه فوتبال چلتنهام تاون اشاره کرد.